# 11227 Ksenborisova
11227 Ksenborisova eller 1999 JR43 är en asteroid i huvudbältet som upptäcktes den 10 maj 1999 av LINEAR i Socorro County, New Mexico. Den är uppkallad efter Ksenia V. Borisova.
Asteroiden har en diameter på ungefär 3 kilometer.